# آیومو کاوای
آیومو کاوای (انگلیسی: Ayumu Kawai؛ زادهٔ ۱۲ اوت ۱۹۹۹) بازیکن فوتبال است.
از باشگاه‌هایی که در آن بازی کرده‌است می‌توان به باشگاه فوتبال سانفریس هیروشیما اشاره کرد.